# Gerhard Kießling
Gerhard Kießling (* 16. Juni 1922 in Meerane; † 7. April 2017 in Mittenwald) war ein deutscher Eishockeyspieler, -trainer und -funktionär. Im Laufe seiner Karriere trainierte er sowohl die DDR-Auswahl als auch die bundesdeutsche Nationalmannschaft. Als Chefcoach wurde er mit den Kölner Haien zweimal Deutscher Meister. Für seine Verdienste wurde er in die Hockey Hall of Fame Deutschland aufgenommen.

## Karriere
Gerhard Kießling spielte schon seit der Jugend Eishockey. Nach einer Nominierung für die deutsche Jugendauswahl wurde er ab 1937 in der ersten Mannschaft des TV Frankenhausen eingesetzt. Nach dem Zweiten Weltkrieg war er Spielertrainer bei der SG Frankenhausen. Mit dem Verein wurde der Verteidiger im Jahr 1949 Landesmeister von Sachsen und Ostzonenmeister, im Jahr darauf gewann er die DDR-Meisterschaft 1950. Er wurde bei seinem ersten Länderspiel für die DDR-Auswahl 1951 deren Kapitän. Insgesamt absolvierte er als Spieler 62 Länderspiele.
Neben einem Studium an der Deutschen Hochschule für Körperkultur (DHfK) wurde Kießlich nach seiner aktiven Laufbahn Trainer der DDR-Nationalmannschaft. Bei der Weltmeisterschaft 1957 erreichte er mit dem Team den fünften Platz. Im selben Jahr floh er mit seiner Familie in die Bundesrepublik. Dort wurde er zu Saison 1957/58 Trainer bei Preussen Krefeld in der damals erstklassigen Oberliga und qualifizierte sich mit der Mannschaft für die 1958 gegründete Bundesliga. In diesem Jahr wurde er Bundestrainer der westdeutschen Nationalmannschaft, mit der er sich für die Olympischen Spiele 1960 in den USA qualifizierte. Aus politischen Gründen wurde ihm eine Teilnahme an den Spielen aber untersagt. Ab 1960 übernahm er das erst kurz zuvor gebildete Eishockey-Team der Eintracht Frankfurt, mit der er 1961 in die nun zweitklassige Oberliga aufstieg.
Ab 1966 war Kießling für den Deutschen Eishockey-Bund tätig, trainierte dort erst Nachwuchsmannschaften und ab 1971 wieder Trainer die A-Nationalmannschaft, unter anderem bei den Olympischen Winterspielen 1972. Nachdem die Mannschaft nicht die Qualifikation für die Weltmeisterschaft 1975 in Deutschland erreichen konnte, trat er als Bundestrainer zurück. Danach wurde er Trainer beim EV Rosenheim, mit dem er in die Bundesliga aufstieg und im ersten Jahr den Klassenerhalt sicherte. Zur Saison 1976/77 wechselte er zum Kölner EC und gewann dort seine erste deutsche Meisterschaft. Nach einer Trennung in Unfrieden aus Köln wurde Kießling kurz wieder Bundesnachwuchstrainer, bevor er im Dezember 1977 Nachfolger von Xaver Unsinn als Trainer beim Berliner Schlittschuhclub wurde. Danach kehrte er nach Köln zurück und wurde im Jahr 1979 erneut Deutscher Meister.
Mit der Düsseldorfer EG, die Kießling von 1979 bis 1982 trainierte, wurde er zweimal Vizemeister. Bei den folgenden Stationen blieb er ohne Erfolg: Mit dem EV Füssen stieg er in der Saison 1982/83 in die 2. Bundesliga ab. Mit dem ECD Iserlohn verpasste er die Playoffs und wurde noch vor Beginn der Abstiegsrunde durch Heinz Zerres ersetzt. Besser lief es dann wieder in Österreich, wo er den EHC Lustenau übernahm und erreichte das Playoff-Halbfinale erreichte. Nach einer kurzen Phase beim Innsbrucker EV trainierte er Lustenau ab Januar 1986 noch einmal. In der Saison 1987/88 wurde er erst Manager beim SC Riessersee, bis er während der Spielzeit auch den Trainer-Posten übernahm. Nach dem Fall der Mauer half er beim Aufbau des ETC Crimmitschau mit, bevor er 1991 beim EV Innsbruck und bei EHC Dynamo Berlin noch einmal als Trainer einsprang. Nach 1991 war Kießling nicht mehr als Trainer aktiv.

## Erfolge und Auszeichnungen

### Als Spieler
- 1949 Ostzonenmeister mit der SG Frankenhausen
- 1950 DDR-Eishockeymeister mit der SG Frankenhausen

### Als Trainer
- 1961 Aufstieg in die Oberliga mit Eintracht Frankfurt
- 1975 Meister der 2. Bundesliga und Aufstieg in die Bundesliga mit dem EV Rosenheim
- 1977 Deutscher Meister mit dem Kölner EC
- 1979 Deutscher Meister mit dem Kölner EC

## Familie
Gerhard Kießling war der Vater des Eishockeyspielers Udo Kießling. In vielen von ihm trainierten Mannschaften gehörte sein Sohn zu den Spielern, unter anderem in Rosenheim, Köln, Düsseldorf und dem deutschen Nationalteam.